# Kirsty McNeill
Kirsty McNeill est une femme politique écossaise qui est députée de Midlothian depuis 2024. Membre du Parti travailliste, elle est sous-secrétaire d'État parlementaire pour l'Écosse dans le gouvernement Starmer.

## Biographie
Elle est auparavant conseillère de Gordon Brown lorsqu'il est Premier ministre. Avant d'être élue, elle est directrice exécutive des politiques, du plaidoyer et des campagnes chez Save the Children.
Lors des élections générales de 2024, McNeill est élue députée de Midlothian avec 21 480 voix (48,6 %) et une majorité de 8 167 voix sur le candidat du SNP à la deuxième place. Le 9 juillet 2024, elle est nommée sous-secrétaire d'État parlementaire au bureau d'Écosse,.